# Helena Jełowicka
Helena Jełowicka-Wiśniowiecka – rzekoma żona księcia Aleksandra Wiśniowieckiego.
Wydana za mąż za księcia Aleksandra Wiśniowieckego, syna Michała Aleksandrowicza, kasztelana kijowskiego i Halszki Jurjewny Zenowiczówny; starostę czerkaskiego, kaniowskiego, korsuńskiego, lubeckiego i łojowskiego, założyciela Korsunia (1584), Czehrynia (1589) oraz Łubny (1593).
Helena Jełowicka, przez męża, była stryjenką księcia Jeremiego Wiśniowieckiego i stryjeczną babką króla Polski Michała Korybuta Wiśniowieckiego.
Jej prawdopodobny syn, niewystępujący u Dworzaczka – Iwan Wiśniowiecki był w 1627 r. dworzaninem carskim w Moskwie.